# Faro Punta Tehuelche
El Faro Punta Tehuelches es un faro no habitado de la Armada Argentina que se encuentra en la ubicación 42°24′00″S 64°18′00″O / -42.40000, -64.30000 en el golfo San José, península Valdés, Departamento Biedma, en la Provincia del Chubut, Patagonia Argentina.
El faro fue librado al servicio el día 17 de diciembre de 1949. El faro es una estructura cuadrangular de hormigón armado con barandilla y plataforma superior que soporta la garita. Su altura es de 12 metros, y está pintada a franjas horizontales alternadas blancas y negras. El actual alcance óptico es de 10,8 millas. Al principio funcionó a gas acetileno, pero el desarrollo posterior de nuevos sistemas de iluminación en el balizamiento, hizo que el 22 de enero de 1985 se instalara un equipo de energía solar fotovoltaica, con paneles solares y baterías con los que funciona en la actualidad.
El nombre deriva de la punta homónima y recuerda a los aborígenes que vivieron en el lugar.